# Rubus eustephanus
Rubus eustephanus är en rosväxtart som beskrevs av Wilhelm Olbers Focke och Friedrich Ludwig Diels. Rubus eustephanus ingår i släktet rubusar, och familjen rosväxter. Utöver nominatformen finns också underarten R. e. glanduliger.